# شیگاویک، کبک
شیگاویک (به فرانسوی: Shigawake) شهری در منطقه شهری بونوانتور ناحیه گاسپزی-ایل-دو-لا-مادلن در استان کبک کانادا است. در سرشماری سال ۲۰۱۱ این شهر ۳۹۱ نفر جمعیت داشته‌است و مساحت آن ۷۷٫۳۶ کیلومتر مربع است.